# The Perry Bible Fellowship
The Perry Bible Fellowship (o PBF) es una tira cómica y webcómic. Apareció en el periódico The Daily Orange, de la universidad de Siracusa, en el estado de New York. Los cómics son usualmente de 3 o 4 cuadros de largo, y generalmente se caracterizan por la yuxtaposición de imágenes basadas en la realidad o fantasía con un humor absurdo o morboso. Los temas comunes son la religión, sexualidad, guerra, ciencia ficción, suicidio, ironía, violencia, muerte, etc.

## Cómic

### Contenido
Pese al contenido ofensivo en las tiras cómicas, este rara vez recibe quejas. El contenido a veces ha sido comparado con la tira de Gary Larson, Far Side, por el humor demente de PBF.

## Estilo del arte
El arte en PBF varía constantemente. Mientras algunas tiras contienen figuras humanas simples con sólo ojos y boca como cara, otras son coloreadas extensivamente y tienen abundantes detalles. A veces, el estilo artístico cambia dentro de la tira. Un contenido recurrente son los dibujos simplistas de figuras humanas con pequeños detalles o realismos, parecidos a los Smilies. En una tira, parodiando a Charlie y la fábrica de chocolate, los dibujos se asimilaban a las tiras de Quentin Blake, mientras otra fue una imitación al macabro estilo de dibujo de Edward Gorey. Otra tira fue creada usando pixel art, basado en el juego de NES, Punch Bout!! 

### Premios
Gurewitch ha recibido varios premios por su cómic Perry Bible Fellowship. Él ganó el Premio Ignatz por webcomics destacados el 2005 y el 2006, y el Web Cartoonist's Choice Award por cómics destacados el 2006 y 2007. En total, PBF fa recibido ocho premios en diferentes categorías  a través de la historia de premios.

### Publicación
PBF era actualizado una vez a la semana (originalmente los domingos, correspondiendo así a su origen "bíblico", pero ahora lo hace esporádicamente). Gurewitch ha dicho que se publica tan irregularmente el cómic por las labores que implica dibujarlo. Aparece en alrededor de una docena de periódicos, incluyendo el New York Press, The Chicago Reader y The Guardian. PBF también aparece en Maxim e ION Magazine.
El 1 de agosto del 2006, después de varios meses en un sitio temporal manejado por Cheston Gasik, el cómic se movió a su sitio permanente de internet, pbfcomics.com.

## Autor, Nicholas Gurewitch
Nicholas Gurewitch nació el 9 de marzo de 1982 in New York, y vive actualmente en Mánchester, New York. Asistió a la Universidad de Syracuse, donde estudió cine y donde fue publicado su cómic por primera vez, en el periódico The Daily Orange.

## Nuevo Libro
En respuesta a la pregunta de que por qué ha reducido el archivo, Gurewitch reveló que saldrá un libro de The Perry Bible Fellowship pronto, producido por Dark Horse Comics. De acuerdo a una entrevista de BrooWaha Los Angeles, el libro salió a la venta en agosto de 2007.